# Огоуе-Ивиндо
Огоуе Ивиндо (на френски: Ogooué-Ivindo) е най-североизточната от деветте провинции в Габон. Областният град на провинцията е Макоку, в който живеят около 1/3 от населението на провинцията. Името се дължи на две реки, Огоуе и Ивиндо. Провинцията е най-голямата, най-слабо населена и най-слаборазвита от всички девет. На изток граничи с Република Конго. Екваторът пресича най-южната част на провинцията.
- Площ: 46 075 km²
- Двубуквено съкращение/HASC: GB-OI
- ISO 3166-2: GB-06
- Население (2013 г.): 63 293 жители.[1]